# Saulxures
Saulxures település Franciaországban, Bas-Rhin megyében. Lakosainak száma 505 fő (2022. január 1.). Saulxures Plaine, Saint-Stail, Le Vermont, Bourg-Bruche, Colroy-la-Roche, Saint-Blaise-la-Roche és Belval községekkel határos.

## Népesség
A település népessége az elmúlt években az alábbi módon változott:
| Lakosok száma | 516  | 520  | 528  | 512  | 508  | 501  | 497  | 497  | 505  |
|               | 2013 | 2015 | 2016 | 2017 | 2018 | 2019 | 2020 | 2021 | 2022 |